# Caetano Veloso
Caetano Veloso (Santo Amaro da Purificação (Bahia), 7 augustus 1942) is een Braziliaanse componist, liedtekstschrijver en zanger.
Door de kwaliteit, het vernieuwende karakter en de verscheidenheid van zijn werk en zijn diepgaande invloed op Braziliaanse populaire muziek sinds de jaren zestig, wordt hij beschouwd als een artiest van hetzelfde niveau als Bob Dylan, Bob Marley, John Lennon en Paul McCartney. The New York Times noemde hem “one of the greatest songwriters of the century”.
De intellectueel en polyglot Veloso beoefent ook andere kunsten, waaronder poëzie, film en video. Daarnaast heeft hij verschillende Braziliaanse artiesten gelanceerd en albums van onder anderen João Gilberto, Jorge Mautner, Gal Costa en Maria Bethânia geproduceerd.
Naast componist is hij ook zanger. Regelmatig vertolkt hij liedjes van andere artiesten, waardoor deze (opnieuw) een hit worden. Door dit betuigen van respect en steun aan andere artiesten, wordt de klassieker-status van deze nummers versterkt. Dit heeft vooral binnen Brazilië zijn invloed, maar ook zijn versie van "Cucurrucucú paloma" in de film Hable con ella bracht deze klassieker weer onder de aandacht.

## Biografie
Caetano Veloso is geboren in Santo Amaro da Purificação, in het noordelijke Bahia, als vijfde van zeven kinderen. Zijn vader was José Telles Veloso ('Seu Zezinho') en zijn moeder Claudionor Vianna Telles Veloso ('Dona Canô'). Hij koos de naam voor zijn babyzuster Maria Bethânia (het zesde kind van zijn ouders), naar aanleiding van een beroemd lied van Nelson Gonçalves uit die tijd. Zijn zuster ging hem voor in beroemdheid als zangeres medio jaren zestig.
Hij begon zijn carrière met het zingen van pop en bossanova en hij was in zijn vroege periode muzikaal sterk beïnvloed door João Gilberto en Dorival Caymmi. (João Gilberto zou later over de bijdrage van Caetano zeggen dat het een intellectuele dimensie aan Braziliaanse populaire muziek (MPB) heeft toegevoegd.)
Samen met vakbroeders Gilberto Gil, Gal Costa, Tom Zé, Chico Buarque en Os Mutantes, en sterk beïnvloed door het latere werk van de Beatles, ontwikkelde Veloso in de jaren zestig de muziekstroming Tropicalismo, die Braziliaanse pop smolt met rock-'n-roll en avantgardemuziek, wat resulteerde in een meer internationaal klinkend, psychedelisch, en sociaal bewust geluid. Een iconisch en veelzeggend lied uit die periode is É Proibido Proibir (Het is verboden te verbieden). Tropicalismo werd Braziliës belangrijkste culturele beweging sinds de bossanova.
De actieve linkse houding van Veloso maakte hem een vijand van de militaire dictatuur van Brazilië, die regeerde tot 1985. Zijn liederen werden vaak gecensureerd en enkele werden zelfs verboden. Veloso was ook vervreemd van de linkse socialisten in Brazilië wegens zijn acceptatie en integratie van niet-nationalistische invloeden zoals rock-'n-roll in zijn muziek. Veloso en Gilberto Gil brachten verscheidene maanden in de gevangenis door voor "anti-regeringsactiviteiten" in 1968. Uiteindelijk werden zij verbannen en leefden zij in Londen. In zijn klassieker "London, London" zingt Veloso zijn verwondering en ongeloof uit over de vrijheid die hij daar vindt in de kleinste dingen, (zodanig dat "my eyes go looking for flying saucers in the sky". Vrije vertaling : "op den duur gaan mijn ogen zelfs op zoek naar vliegende schotels in de lucht").
Het werk van Caetano Veloso bij zijn terugkeer in 1972 werd vaak gekenmerkt door, niet alleen internationale stijlen, maar ook halfvergeten Braziliaanse folkloristische ritmes en stijlen. In het bijzonder zijn eerbetoon aan de Afro-Braziliaanse cultuur uit Bahia kan als voorloper worden gezien van Afro-centrische groepen, zoals Timbalada.
De populariteit van Veloso groeide in de jaren 80 buiten Brazilië, vooral in Israël, Portugal, Frankrijk en Afrika. Zijn platen, onder meer geproduceerd door Arto Lindsay, hebben hem geholpen een groter publiek te bereiken.
Behalve auteur van verscheidene nationale klassiekers, van popliederen over carnavalsongs, tot de bossa-standards Coração Vagabundo en Desde que o Samba é Samba , is hij ook een begenadigd zanger die andermans liederen nieuw succes heeft gebracht, hiermee ze de status van klassieker gevend, zoals onder meer de ballades Carolina van Chico Buarque en Sozinho van Peninha. Daarnaast komt hij soms verrassend uit de hoek met bijzondere covers, een rap-nummer en "spoken word".
In 2004 was hij was een van de meest gerespecteerde, productieve en veelzijdige internationale popsterren, met meer dan vijftig albums beschikbaar, met onder andere liedjes in soundtracks van films zoals "Eros" van Michelangelo Antonioni en "Hable con Ella" van Pedro Almodóvar en "Frida". Ook voor verscheidene Braziliaanse films en televisieseries schreef hij de muziek.
Op zijn Spaanstalig album Fina Estampa (1994) en het gelijknamige livealbum, geeft hij verrassende persoonlijke versies van bekende Latijns-Amerikaanse liederen.
Andere belangrijke momenten in zijn oeuvre zijn de Fellini-hommage Omaggio a Federico e Giulietta (live, 1999) en zijn bossanova-compilatie A Bossa de Caetano (2000). Met zijn sterke live-reputatie, publiceerde Veloso ook verschillende live-albums en dvd's van zijn concerten en tournees.
In 2002 publiceerde Veloso een Engelstalig boek over zijn jonge jaren en de Tropicaliabeweging, Tropical Truth: A Story of Music and Revolution in Brazil (Tropische Waarheid: Een Verhaal van Muziek en Revolutie in Brazilië).
Zijn eerste volledig Engelstalige cd was A Foreign Sound (2004), gewijd aan de invloed van de Verenigde Staten op de muziek. Het behandelt zowel pop als rock en jazz, gaande van Elvis of Nirvana's "Come as You Are" tot standards uit het Great American Songbook.
De meerderheid van de liederen op zijn albums Caetano Veloso (1971) en Transa (1972), waren ook al in het Engels (op dat moment verblijvend als politiek balling in Londen).
Behalve in het Portugees, Spaans, en Engels, nam Veloso ook enkele songs op in het Italiaans en Frans.
Geen andere Braziliaanse artiest verwierf meer (Latin) Grammy Awards dan Veloso.
Het album Livro uit 1997 werd zo bekroond, net als het album Noites Do Norte in 2001 en recenter "Cê" (2006) (Best Latin Singer-Songwriter Album) en Abraçaço (2012). Ook voor João Gilberto's album uit 2000 deelde Veloso, als producer, mee de eer van de Grammy World Music Award.
Op zijn recente album, Cê (2006), werkt Veloso niet langer samen met zijn vaste arrangeur cellist Jaques Morelenbaum, en kiest (terugkerend naar een vroegere stijl) voor een scherpere, meer rock-getinte klank, ondersteund door jonge muzikanten.
Veloso werkt graag samen met andere artiesten, dit resulteerde in vele duetten met de meest diverse artiesten, waaronder Luciano Pavarotti, David Byrne, Nelly Furtado, Cesária Évora, João Gilberto, Jane Birkin, Henri Salvador, Ástor Piazzolla, Toots Thielemans, Mercedes Sosa, Joan Manuel Serrat, ...

## Liefdadigheid
Op 18 juli 2005 hield Caetano Veloso een concert bij de Villa dei Quintili (langs Via Appia Antica in Rome) voor de vereniging "Regina Viarum", opgericht door de Venezolaanse filantroop Marisela Federici Rivas Y Cardona, met als doel fondsen te werven voor de restauratie van archeologische plaatsen in de Via Appia Antica in Rome.

## Discografie
| Jaar | Titel                                   | Opmerking                                             | Platenmaatschappij  |
| ---- | --------------------------------------- | ----------------------------------------------------- | ------------------- |
| 1967 | Domingo                                 | met Gal Costa                                         | Philips             |
| 1968 | Caetano Veloso                          |                                                       | Philips             |
| 1968 | Tropicália ou Panis et Circensis        | met Gilberto Gil, Os Mutantes, Nara Leão en Gal Costa | Philips             |
| 1968 | Ao Vivo                                 | met Os Mutantes                                       | Philips             |
| 1968 | Veloso, Gil e Bethania                  | met Gilberto Gil en Maria Bethânia                    | RCA Victor          |
| 1969 | Caetano Veloso                          |                                                       | Philips             |
| 1971 | Caetano Veloso                          |                                                       |                     |
| 1972 | Transa                                  |                                                       | Philips             |
| 1972 | Barra 69 ao vivo na Bahia               | met Gilberto Gil                                      | Philips             |
| 1972 | Caetano e Chico - Juntos ao Vivo        | met Chico Buarque                                     | Phonogram           |
| 1973 | Araçá Azul                              |                                                       | Phonogram/Philips   |
| 1974 | Temporada de Verão - ao vivo na Bahia   | met Gilberto Gil en Gal Costa                         | Phonogram           |
| 1975 | Jóia                                    |                                                       | Philips             |
| 1975 | Qualquer Coisa                          |                                                       | Philips             |
| 1976 | Doces Bárbaros                          | met Gal Costa, Gilberto Gil and Maria Bethânia        | Philips             |
| 1977 | Bicho                                   |                                                       | Philips             |
| 1977 | Muitos Carnavais                        |                                                       | Phonogram/Philips   |
| 1978 | Muito (dentro da estrela azulada)       |                                                       | Philips             |
| 1978 | Maria Bethânia e Caetano Veloso ao Vivo | live, met Maria Bethânia                              | Phonogram           |
| 1979 | Cinema Transcendental                   |                                                       | Polygram/Philips    |
| 1981 | Outras Palavras                         |                                                       | Philips             |
| 1981 | Brasil                                  | met João Gilberto, Gilberto Gil en Maria Bethânia     | WEA                 |
| 1982 | Cores, Nomes                            |                                                       | Philips             |
| 1983 | Uns                                     |                                                       | Philips             |
| 1984 | Velô                                    |                                                       | Philips             |
| 1986 | Totalmente Demais                       | live                                                  | Polygram/Philips    |
| 1986 | Caetano Veloso                          |                                                       | Nonesuch            |
| 1987 | Caetano Veloso                          |                                                       | Philips             |
| 1989 | Estrangeiro                             |                                                       | Philips             |
| 1991 | Circuladô                               |                                                       | Polygram            |
| 1992 | Circuladô Vivo                          | live                                                  | Polygram            |
| 1993 | Tropicália 2                            | met Gilberto Gil                                      | Polygram/Philips    |
| 1994 | Fina Estampa                            |                                                       | Polygram            |
| 1994 | Fina Estampa ao Vivo                    | live                                                  | Polygram            |
| 1995 | O Quatrilho                             | film soundtrack                                       | Natasha/Blue Jackel |
| 1996 | Tieta do Agreste                        | film soundtrack                                       | Natasha/Blue Jackel |
| 1997 | Livro                                   |                                                       | Polygram            |
| 1999 | Prenda Minha                            | live                                                  | Polygram            |
| 1999 | Omaggio a Federico e Giulietta          | live in Italië, eerbetoon aan regisseur Fellini       | Universal Music     |
| 1999 | Orfeu                                   | film soundtrack                                       | Natasha             |
| 2000 | Noites do Norte                         |                                                       | Universal Music     |
| 2001 | Noites do Norte ao vivo                 | live                                                  | Universal Music     |
| 2001 | Canto                                   | met Los Super Seven                                   | Columbia/Legacy     |
| 2002 | Eu não peço desculpas                   | met Jorge Mautner                                     | Universal Music     |
| 2002 | Todo Caetano                            | 40 cd boxset                                          | Universal Music     |
| 2004 | A Foreign Sound                         |                                                       | Universal Music     |
| 2005 | Onqotô                                  |                                                       | Independent         |
| 2006 | Cê                                      |                                                       | Universal Music     |
| 2009 | Zii & Zie                               |                                                       | Wrasse Records      |

## Boeken
- Veloso, Caetano (2003). Tropical Truth: A Story of Music and Revolution in Brazil. Alfred A. Knopf, New York.
- (it)  Mei, Giancarlo (2004). Canto Latino: Origine, Evoluzione e Protagonisti della Musica Popolare del Brasile. Stampa Alternativa-Nuovi Equilibri.
- Veloso, Caetano (1997). Alegria, Alegria. Pedra que Ronca, Rio de Janeiro.
- Veloso, Caetano (1997). Verdade tropical. Companhia das Letras, São Paulo.
- Veloso, Caetano (2003). Letra só. Companhia das Letras, São Paulo].
- Veloso, Caetano (2005). O mundo não é chato. Companhia das Letras, São Paulo.
- Morais Junior, Luís Carlos de (2004). Crisólogo: O estudante de poesia Caetano Veloso. HP Comunicação, Rio de Janeiro].